# Márk Rózsavölgyi
Márk Rózsavölgyi - né Mordechele Rosenthal - est considéré par les Hongrois
comme le « père du csárdás ». Il est l'un des derniers compositeurs de Verbunk, la musique de danse des sergents recruteurs de l’armée autrichienne. 

## Biographie
Né à Balassagyarmat en Hongrie, violoniste virtuose, il se déguise en Tzigane pour attirer l’attention du public. Sa carrière itinérante se stabilise avec un engagement à l’opéra de Timișoara (alors en Autriche, actuellement en Roumanie) avant de connaître le succès à Budapest. 
À trente-cinq ans, il reçoit le nom hongrois de Mark Rozsavölgyi en reconnaissance de sa contribution à la musique nationale naissante. D’abord pseudonyme, ce nom deviendra officiel. Son œuvre est à la fois caractéristique de la musique hongroise, et enracinée dans sa culture d’origine : la musique populaire juive et tzigane.